# Liczyrzepa

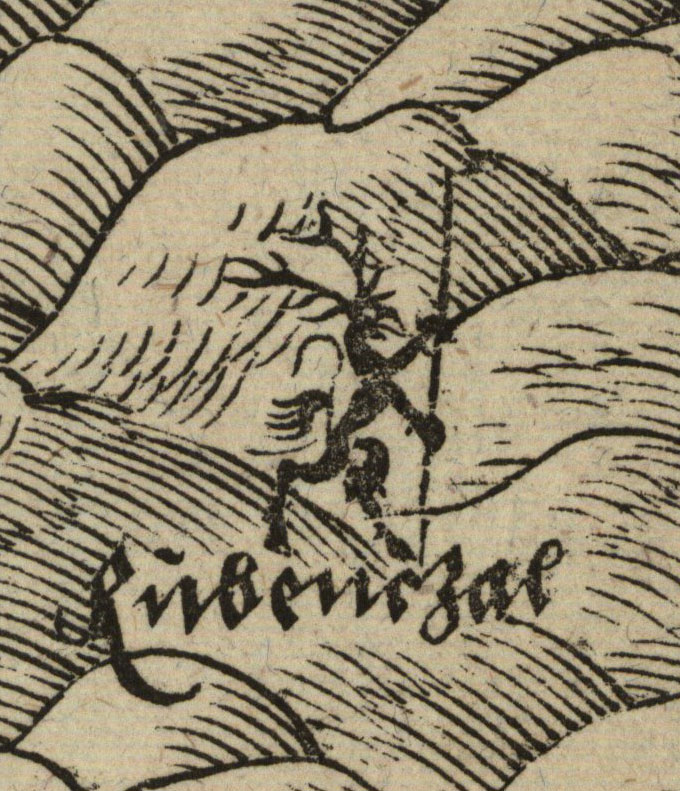
Rübenczal, najstarsze wyobrażenie na mapie Śląska Martina Helwiga wydanej w 1561 roku

Duch Gór (Liczyrzepa, Karkonosz, Rzepiór, Rzepolicz, niem. Rübezahl, czes. Krakonoš, Krkonoš, Rýbrcoul) – postać fantastyczna, bohater licznych legend związany z obszarem Karkonoszy.
Na temat Liczyrzepy powstało wiele dzieł literackich i muzycznych, w tym opera Carla Marii von Webera (nieukończona). Duch Gór jest też przedmiotem badań naukowców i mitografów – napisano o nim ok. 200 prac naukowych, w tym prace doktorskie i habilitacyjne. Johann Karl August Musäus opracował literacko legendy o Liczyrzepie w drugim tomie Volksmärchen der Deutschen.

## Legendy
Legenda Ducha Gór sięga średniowiecza – jej początki wiążą się prawdopodobnie z pogańskim kultem źródeł Łaby. Początkowo był personifikacją sił przyrody w tym miejscu związaną z kultem Świętowita (Swantewita), któremu składano w ofierze czarne koguty. Podczas chrystianizacji usiłowano wykorzenić dawne zwyczaje, zastępując Swantewita świętym Witem (czes. svatý Vít), którego atrybutem stał się w rejonie sudeckim czarny kogut. Dla walki z dawnymi wierzeniami wykorzystywano też w Karkonoszach postacie innych świętych. Kaplicę św. Wawrzyńca wznieśli w 1681 na Śnieżce (więc w samym sercu krainy Ducha Gór) katoliccy książęta Schaffgotschowie i był to element „odczarowywania” pogańskiego genius loci Karkonoszy (podobny charakter miało egzorcyzmowanie Ducha Gór po czeskiej stronie – u źródeł Łaby). Ducha Gór nazywano też czasem „Panem Janem” (Dominus Johannes), a wynikało to z wprowadzenia kultu św. Jana Chrzciciela w miejsce pogańskich obrzędów przesilenia letniego.
Opowieści o Duchu Gór wciąż jednak były popularne. Początkowo był przedstawiany jako zły duch lub demon. Pierwsze znane przedstawienie graficzne postaci Liczyrzepy pochodzi z mapy Śląska autorstwa śląskiego kartografa Martina Helwiga z 1561 roku. Jest to niezwykły stwór, przypominający nieco jelenia stojącego na tylnych nogach, a nieco może nawet gryfa. Posiada rosochate rogi i diabelski ogon, koźle kopyta, w łapach trzyma wysoki, pionowo stojący kij. Ukazany jest z profilu, z paszczą zwróconą w prawą stronę. Ten wizerunek Ducha Gór jest dziś mało znany, choć powoli powraca i uważniejsi turyści pewnie zwracają na ten motyw uwagę (choćby na biletach do Muzeum Karkonoskiego w Jeleniej Górze). Również odsłonięte ostatnio pomniki Liczyrzepy, znajdujące się w Karpaczu (od 11 lipca 2012) i Szklarskiej Porębie (od 2010), nawiązują do tego pierwszego znanego przedstawienia Ducha Gór.
Według legendy sudeckiej, Liczyrzepa stworzył również Błędne Skały.

Liczyrzepa lub Karkonosz w sztuce
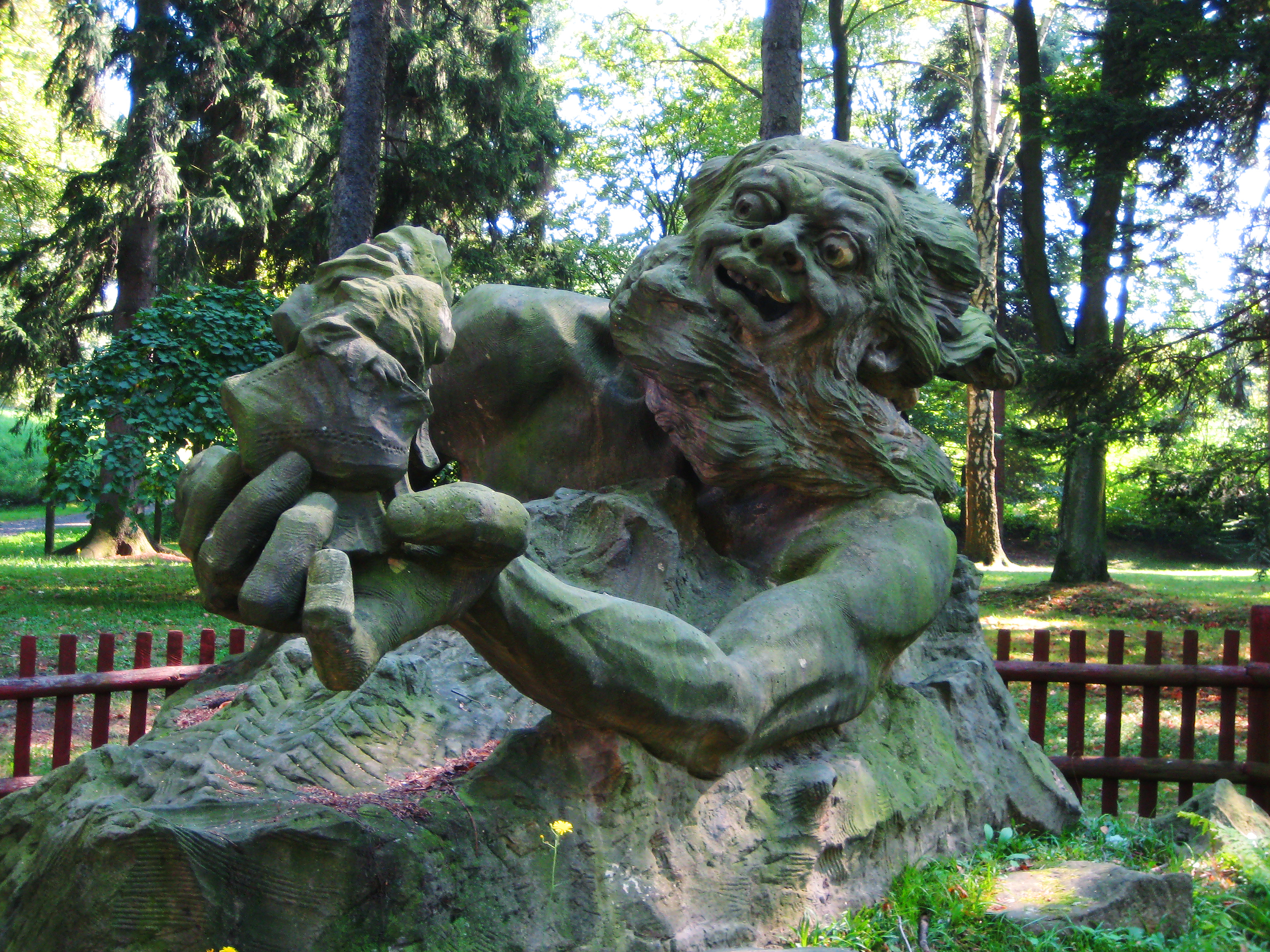
Pomnik Karkonosza w Hořicach
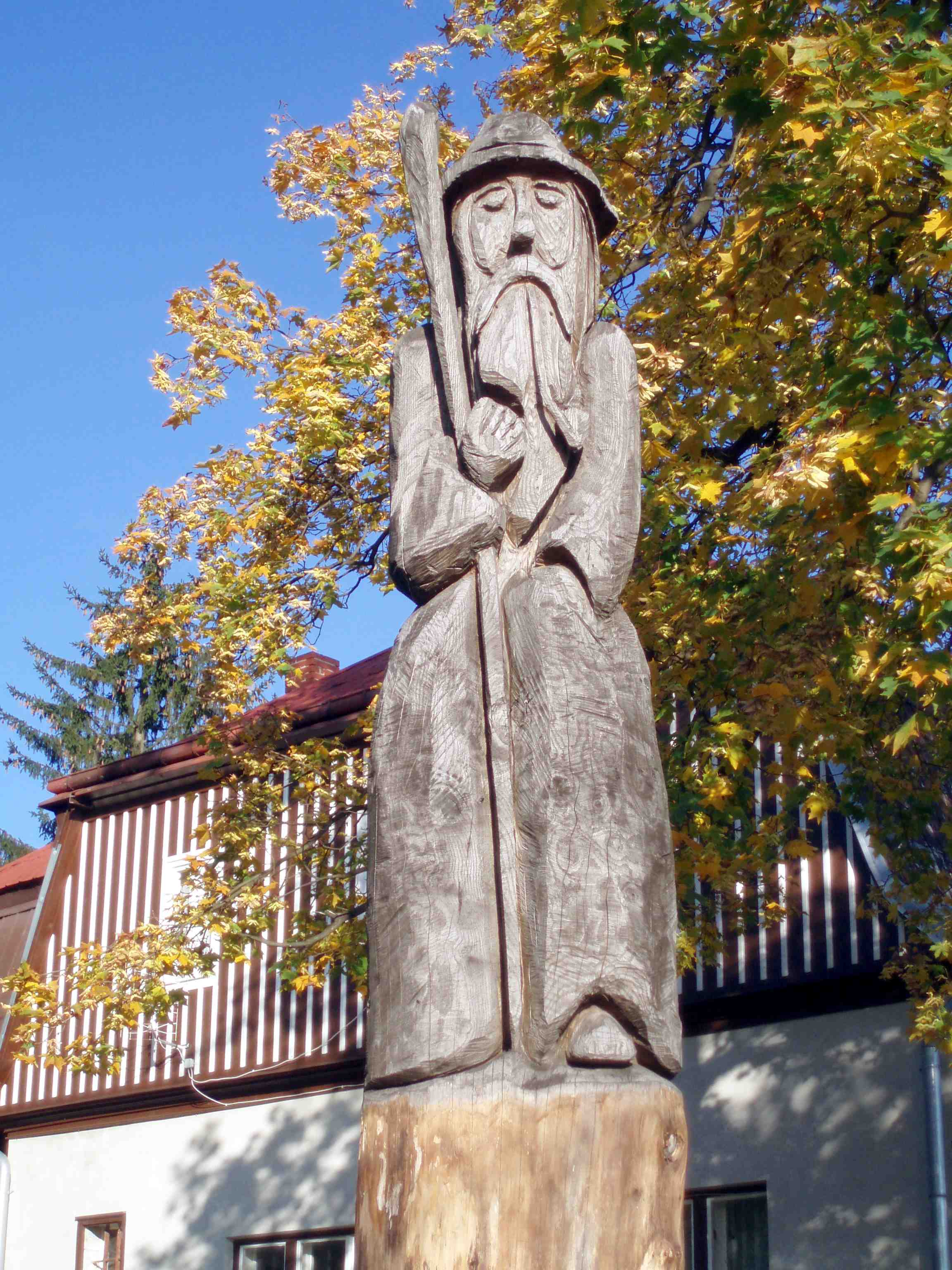
Pomnik Liczyrzepy w Karkonoszach
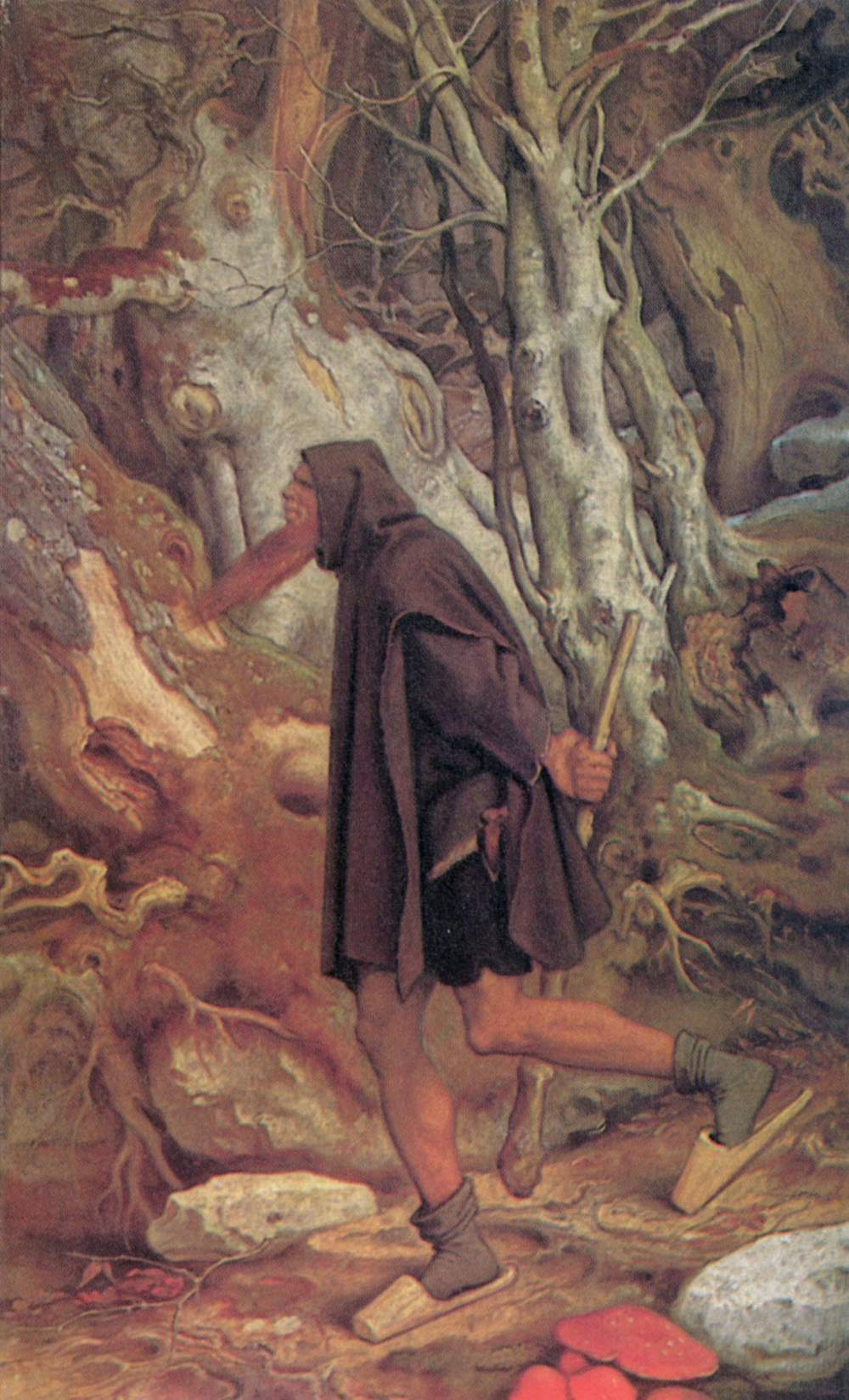
Rübezahl, obraz Moritza von Schwinda
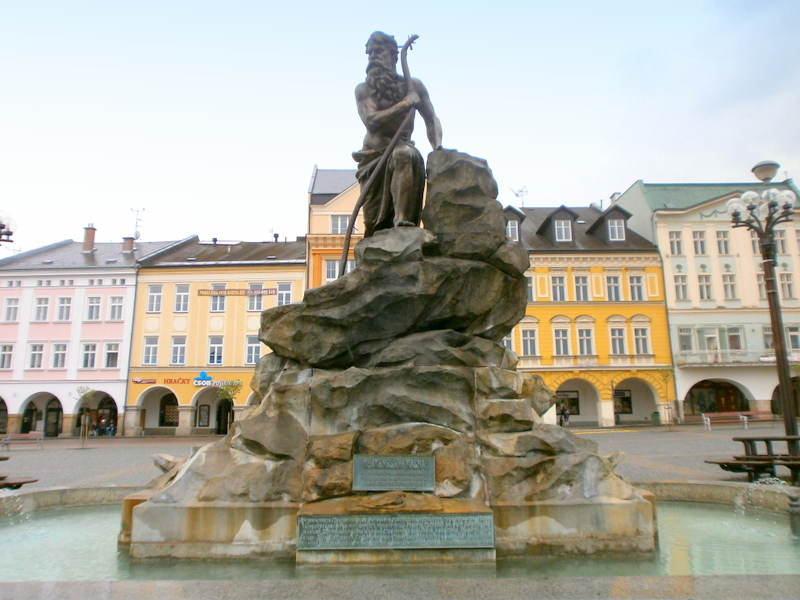
Fontanna Karkonosza w Trutnowie. 3-metrowy pomnik powstał w 2013, przedstawiający Ducha Gór w formie przedstawionej przez Martina Helwiga w XVI w.

## Etymologia nazwy
O wiele popularniejszy i bardziej znany jest wizerunek Liczyrzepy jako starego mężczyzny podpierającego się kosturem, czasem w ubraniu myśliwego. Od XVII wieku przestał być już tylko demonem wzbudzającym strach i powstało o nim wiele legend – jedna z nich mówi o tym, jak Liczyrzepa porwał świdnicką księżniczkę, która dla odwrócenia jego uwagi kazała mu liczyć rzepę w polu, a następnie, korzystając z okazji, uciekła. Jest to jednak opowieść wymyślona dla wyjaśnienia pochodzenia imienia Liczyrzepa. Prawdziwa jego etymologia jest bardzo niejasna. Polska forma „Liczący rzodkiewki” została wprowadzona przez Stanisława Bełzę (brata Władysława Bełzy) w 1898 roku i jest literacką próbą tłumaczenia niemieckiego imienia Rübezahl. W przytaczanej przez Bełzę wersji opowieści to właśnie liczenie rzodkiewek było okazją do ucieczki wybranki Rübezahla. Przedtem Maciej Bogusz Stęczyński w swoim poemacie Śląsk stosował formę Rzepolicz; używano także formy Rzepiór (zbitka wyrazów rzepa i upiór). Później Józef Sykulski użył określenia „Liczyrzepa”.

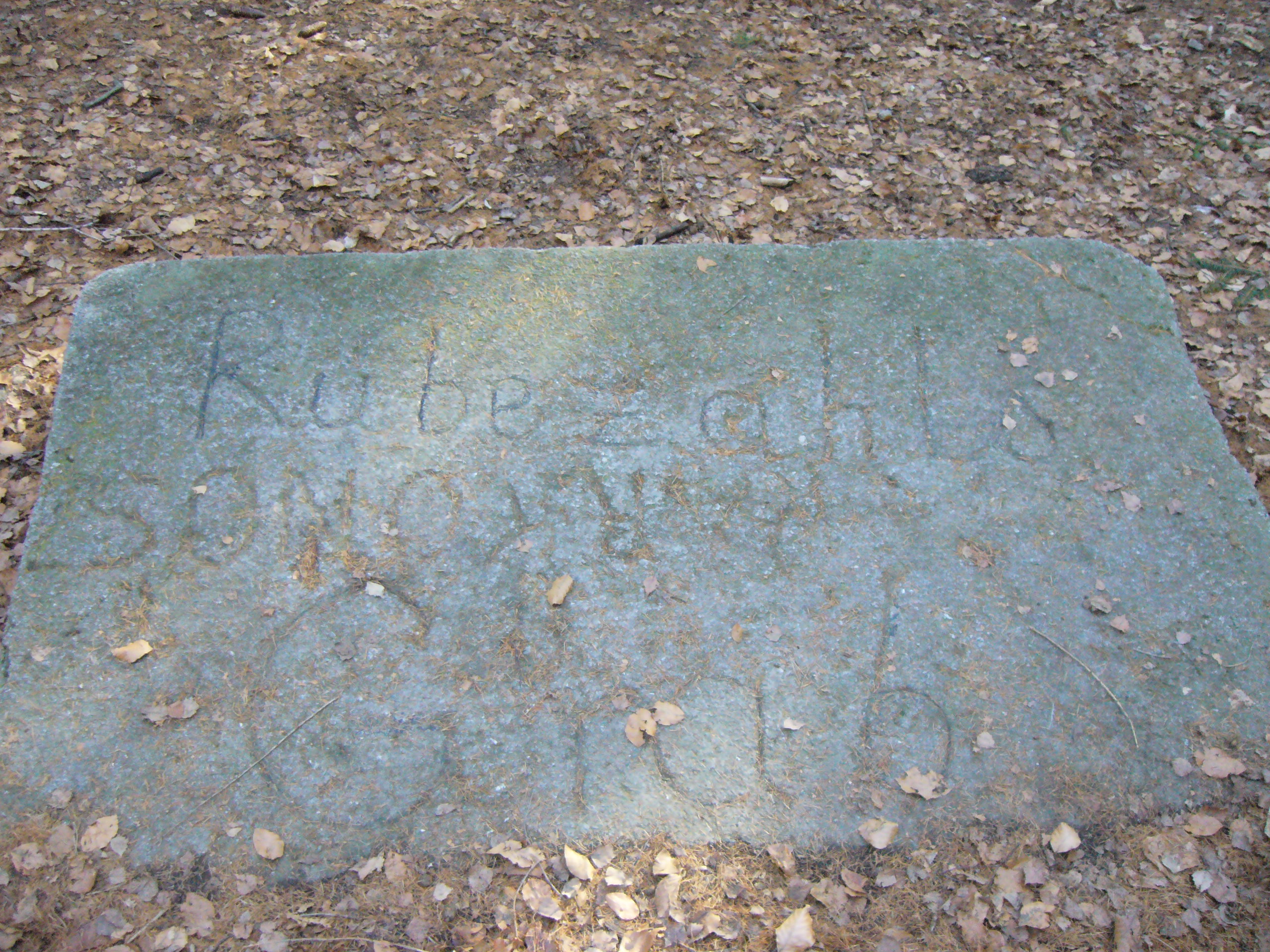
Rübezahls Grab, symboliczny grób w Szklarskiej Porębie

Istnieje jednak problem, bo wydaje się, że niemiecki wyraz Rübezahl czy też Rübenzahl nie pochodzi od słów Rübe (rzepa, burak) i zählen (liczyć), lecz prawdopodobnie jest on związany ze słowami Rabe (kruk) i staroniemieckim Zabel (diabeł). Według innego poglądu w niemieckiej nazwie człon zahl nie wywodzi się od zählen, a od staroniemieckiego Zal, Zagel, czyli chwost albo ogon. Część uczonych twierdzi, że pierwszy człon pochodzi od dawnej nazwy Karkonoszy – Góry Ryfejskie (Riphaei Montes). Jednak mimo fałszywej etymologii, imię Liczyrzepa/Rübezahl jest powszechnie stosowane w odniesieniu do Ducha Karkonoszy zarówno w języku polskim, jak i w niemieckim. Po czesku używa się formy Krakonoš lub Krkonoš.

## Kultura
W Görlitz znajduje się Muzeum Liczyrzepy (Rübezahl-Museum).
W okresie PRL funkcjonowała na Dolnym Śląsku regionalna loteryjna gra liczbowa pod nazwą Liczyrzepka, uruchomiona w maju 1957.
W czeskim Trutnovie miejscowy browar produkuje piwo pod nazwą Krakonoš. W 2013 wzniesiono tu Fontannę Karkonosza wraz z 3-metrowy pomnikiem przedstawiającym Ducha Gór w formie Martina Helwiga z XVI w.
Od 2010 corocznie w Kotlinie Jeleniogórskiej odbywa się Maraton Rowerowy Liczyrzepa.
Bajka o Liczyrzepie pojawiła się w polskim serialu Siedem życzeń (Poltel, 1984). Opowiadał ją swoim uczniom nauczyciel geografii (odcinek 2 i 7).
W 1916 roku powstał film niemy nakręcony przez Paula Wegenera pt. Rübezahls Hochzeit.
W latach 1974–1984 Telewizja Czechosłowacka emitowała serial Baśnie karkonoskie (czes. Krkonošské pohádky), w którym występowała postać Liczyrzepy.
Polski pisarz fantasy Andrzej Sapkowski wspomina o postaci Ribezahla, demona Karkonoszy w II tomie Trylogii Husyckiej – Bożych Bojownikach.
W Kowarach od 2000 r. funkcjonuje podziemna trasa turystyczna Sztolnie Kowary w miejscu dawnej kopalni fluorytu „Rübezahl”, po II wojnie światowej znanej jako „Liczyrzepa” i zajmującej się wydobyciem rudy uranu.
Postać pojawia się w niemiecko-czeskim filmie Duch gór (Rübezahls Schatz)
Liczyrzepa wspominany jest także w polskim serialu telewizyjnym Znaki wyprodukowanym przez Netflix w latach 2018-2020, którego akcja rozgrywa się w Sudetach.
Liczyrzepa pojawia się również w książce kryminalnej Sławka Gortycha "Schronisko które przestało istnieć" którego akcja rozgrywa się w Karkonoszach.
Na cześć Krakonoša została nazwana bakteria Ca. Krakonobacterium.